# Блоцька волость
Блоцька волость — історична адміністративно-територіальна одиниця Кобринського повіту Гродненської губернії Російської імперії. Волосний центр — село Блоти.

## У складі Польщі
Після анексії Полісся Польщею волость отримала назву ґміна Блоти.
Розпорядженням Міністра внутрішніх справ Польщі 23 березня 1928 р. ґміна ліквідована і передано:
- до новоствореної ґміни Кобринь — села: Борисове, Брилеве, Болота Великі, Калуги, Киселівці, Магдалин, Плоска, Рибне, Ставки, фільварки: Богачі, Борисове, Брилеве, Болота Шляхетські, Хорівщина, Губернія І, Губернія II, Ізабелин, Янове, Калуги, Клопотин, Плоска, Ставки й Троя, селища: Брилеве, Брилеве-Підліське, Букати, Червянка, Долубове, Сапог і Зацичі, дільниця: Сніжки, колонія: Закалничі, прихистки: Орішківщина, При Кобриню, Троя;
- до ґміни Дивин — села: Хобовичі й Руховичі, селища: Ямищі та Ямищі Великі Ліс і колонія: Миколаїв;
- до ґміни Новоселки — село: Лахчиці;
- до ґміни Городець — села: Гірськ і Орлова, селище: Олінець, фільварок: Пелагин та лісничівки: Лагодово, Овалищі і Занибужжя.